# Libanon az 1972. évi nyári olimpiai játékokon
Libanon az NSZK-beli Münchenben megrendezett 1972. évi nyári olimpiai játékok egyik részt vevő nemzete volt. Az országot az olimpián 9 sportágban 19 sportoló képviselte, akik összesen 1 érmet szereztek.

## Érmesek
| Érem  | Versenyző          | Sportág    | Versenyszám |
| ----- | ------------------ | ---------- | ----------- |
| Ezüst | Mohammed Tarabulsi | Súlyemelés | 75 kg       |

## Atlétika
Férfi
| Versenyző    | Versenyszám | Előfutam         | Előfutam         | Előfutam         | Negyeddöntő | Negyeddöntő | Negyeddöntő | Elődöntő | Elődöntő | Elődöntő | Döntő   | Döntő    |
| Versenyző    | Versenyszám | Idő              | Hely.            | Össz.            | Idő         | Hely.       | Össz.       | Idő      | Hely.    | Össz.    | Idő     | Helyezés |
| ------------ | ----------- | ---------------- | ---------------- | ---------------- | ----------- | ----------- | ----------- | -------- | -------- | -------- | ------- | -------- |
| Kassem Hamzé | 400 m       | 49,20            | 7.               | 57.              | kiesett     | kiesett     | kiesett     | kiesett  | kiesett  | kiesett  | kiesett | kiesett  |
| Kassem Hamzé | 800 m       | 1:52,5           | 7.               | 48.              |             |             |             | kiesett  | kiesett  | kiesett  | kiesett | kiesett  |
| Kassem Hamzé | 1500 m      | nem állt rajthoz | nem állt rajthoz | nem állt rajthoz |             |             |             | kiesett  | kiesett  | kiesett  | kiesett | kiesett  |

Női
| Versenyző      | Versenyszám | Előfutam | Előfutam | Előfutam | Negyeddöntő | Negyeddöntő | Negyeddöntő | Elődöntő | Elődöntő | Elődöntő | Döntő   | Döntő    |
| Versenyző      | Versenyszám | Idő      | Hely.    | Össz.    | Idő         | Hely.       | Össz.       | Idő      | Hely.    | Össz.    | Idő     | Helyezés |
| -------------- | ----------- | -------- | -------- | -------- | ----------- | ----------- | ----------- | -------- | -------- | -------- | ------- | -------- |
| Arda Kalpakian | 400 m       | 1:05,18  | 7.       | 49.      | kiesett     | kiesett     | kiesett     | kiesett  | kiesett  | kiesett  | kiesett | kiesett  |

## Birkózás
Kötöttfogású
| Versenyző       | Versenyszám | 1. forduló                 | 2. forduló        | 3. forduló        | 4. forduló        | 5. forduló        | Döntő             | Helyezés    |
| Versenyző       | Versenyszám | Ellenfél Eredmény          | Ellenfél Eredmény | Ellenfél Eredmény | Ellenfél Eredmény | Ellenfél Eredmény | Ellenfél Eredmény | Helyezés    |
| --------------- | ----------- | -------------------------- | ----------------- | ----------------- | ----------------- | ----------------- | ----------------- | ----------- |
| Hasszan Bechara | 100 kg      | Rudolf Lüscher (SUI) · 2-2 | visszalépett      | kiesett           | kiesett           | kiesett           | kiesett           | helyezetlen |

Szabadfogású
| Versenyző   | Versenyszám | 1. forduló                      | 2. forduló                      | 3. forduló        | 4. forduló        | 5. forduló        | 6. forduló        | Döntő             | Helyezés    |
| Versenyző   | Versenyszám | Ellenfél Eredmény               | Ellenfél Eredmény               | Ellenfél Eredmény | Ellenfél Eredmény | Ellenfél Eredmény | Ellenfél Eredmény | Ellenfél Eredmény | Helyezés    |
| ----------- | ----------- | ------------------------------- | ------------------------------- | ----------------- | ----------------- | ----------------- | ----------------- | ----------------- | ----------- |
| Bachir Assi | 74 kg       | Robert Blaser (SUI) · kétvállas | Jancso Pavlov (BUL) · kétvállas | kiesett           | kiesett           | kiesett           | kiesett           | kiesett           | helyezetlen |

## Cselgáncs
| Versenyző       | Versenyszám  | Csoport | Selejtező                 | 1. forduló           | 2. forduló        | 3. forduló        | 4. forduló        | Vigaszág 1. forduló | Vigaszág 2. forduló | Vigaszág 3. forduló | Elődöntő          | Döntő             | Helyezés |
| Versenyző       | Versenyszám  | Csoport | Ellenfél Eredmény         | Ellenfél Eredmény    | Ellenfél Eredmény | Ellenfél Eredmény | Ellenfél Eredmény | Ellenfél Eredmény   | Ellenfél Eredmény   | Ellenfél Eredmény   | Ellenfél Eredmény | Ellenfél Eredmény | Helyezés |
| --------------- | ------------ | ------- | ------------------------- | -------------------- | ----------------- | ----------------- | ----------------- | ------------------- | ------------------- | ------------------- | ----------------- | ----------------- | -------- |
| Wadih Gosn      | Középsúly    | B       | Philippe Aubert (SUI) · V | kiesett              | kiesett           | kiesett           | kiesett           |                     |                     |                     |                   |                   | 33.      |
| Antoine Chidiac | Félnehézsúly | A       |                           | Jan Bosman (NED) · V | kiesett           | kiesett           | kiesett           |                     |                     |                     |                   |                   | 19.      |

## Kerékpározás

### Országúti kerékpározás
| Versenyző           | Versenyszám   | Idő           | Helyezés      |
| ------------------- | ------------- | ------------- | ------------- |
| Tarek Abou Al Dahab | Mezőnyverseny | nem ért célba | nem ért célba |

### Pálya-kerékpározás
Sprintverseny
| Versenyző              | Versenyszám  | 1. forduló                                          | 1. forduló       | Vigaszág             | Vigaszág | 2. forduló             | 2. forduló | Vigaszág             | Vigaszág | Nyolcaddöntő           | Nyolcaddöntő | Vigaszág selejtező     | Vigaszág selejtező | Vigaszág döntő       | Vigaszág döntő | Negyeddöntő          | Elődöntő             | Döntő                | Helyezés    |
| Versenyző              | Versenyszám  | Ellenfelek Győztes idő                              | Hely.            | Ellenfél Győztes idő | Hely.    | Ellenfelek Győztes idő | Hely.      | Ellenfél Győztes idő | Hely.    | Ellenfelek Győztes idő | Hely.        | Ellenfelek Győztes idő | Hely.              | Ellenfél Győztes idő | Hely.          | Ellenfél Győztes idő | Ellenfél Győztes idő | Ellenfél Győztes idő | Helyezés    |
| ---------------------- | ------------ | --------------------------------------------------- | ---------------- | -------------------- | -------- | ---------------------- | ---------- | -------------------- | -------- | ---------------------- | ------------ | ---------------------- | ------------------ | -------------------- | -------------- | -------------------- | -------------------- | -------------------- | ----------- |
| Ahmed Abdussal Gariani | Férfi egyéni | Peter van Doorn (NED) · Numata Jaicsi (JPN) · 11,58 | nem állt rajthoz | kiesett              | kiesett  | kiesett                | kiesett    | kiesett              | kiesett  | kiesett                | kiesett      | kiesett                | kiesett            | kiesett              | kiesett        | kiesett              | kiesett              | kiesett              | helyezetlen |
| Mabruk Ilmarimi Mah    | Férfi egyéni | John Nicholson (AUS) · Edward McRae (CAN) · 11,20   | nem állt rajthoz | kiesett              | kiesett  | kiesett                | kiesett    | kiesett              | kiesett  | kiesett                | kiesett      | kiesett                | kiesett            | kiesett              | kiesett        | kiesett              | kiesett              | kiesett              | helyezetlen |

Időfutam
| Versenyző              | Versenyszám  | Idő              | Helyezés         |
| ---------------------- | ------------ | ---------------- | ---------------- |
| Ahmed Abdussal Gariani | Férfi egyéni | nem állt rajthoz | nem állt rajthoz |

Üldözőversenyek
| Versenyző           | Versenyszám  | Selejtező | Selejtező | Negyeddöntő  | Negyeddöntő | Negyeddöntő | Elődöntő     | Elődöntő  | Elődöntő | Döntő        | Döntő     | Helyezés |
| Versenyző           | Versenyszám  | Idő       | Hely.     | Ellenfél Idő | Saját idő   | Hely.       | Ellenfél Idő | Saját idő | Hely.    | Ellenfél Idő | Saját idő | Helyezés |
| ------------------- | ------------ | --------- | --------- | ------------ | ----------- | ----------- | ------------ | --------- | -------- | ------------ | --------- | -------- |
| Tarek Abou Al Dahab | Férfi egyéni | 5:51,19   | 27.       | kiesett      | kiesett     | kiesett     | kiesett      | kiesett   | kiesett  | kiesett      | kiesett   | 27.      |

## Ökölvívás
| Versenyző        | Versenyszám   | Selejtező         | 32-es főtábla                   | Nyolcaddöntő      | Negyeddöntő       | Elődöntő          | Döntő             | Helyezés |
| Versenyző        | Versenyszám   | Ellenfél Eredmény | Ellenfél Eredmény               | Ellenfél Eredmény | Ellenfél Eredmény | Ellenfél Eredmény | Ellenfél Eredmény | Helyezés |
| ---------------- | ------------- | ----------------- | ------------------------------- | ----------------- | ----------------- | ----------------- | ----------------- | -------- |
| Farouk Kesrouani | Nagyváltósúly | erőnyerő          | Christopher Elliott (IRL) · 0-5 | kiesett           | kiesett           | kiesett           | kiesett           | 17.      |

## Sportlövészet
Nyílt
| Versenyző      | Versenyszám | Pont | Helyezés |
| -------------- | ----------- | ---- | -------- |
| Assaad Andraos | Trap        | 163  | 52.      |
| Elias Salhab   | Trap        | 170  | 48.      |
| Antoine Saade  | Skeet       | 185  | 40.      |
| Maurice Tabet  | Skeet       | 171  | 54.      |

## Súlyemelés
| Versenyző          | Versenyszám | Nyomás   | Nyomás   | Szakítás | Szakítás | Lökés    | Lökés    | Összesen | Helyezés |
| Versenyző          | Versenyszám | Eredmény | Helyezés | Eredmény | Helyezés | Eredmény | Helyezés | Összesen | Helyezés |
| ------------------ | ----------- | -------- | -------- | -------- | -------- | -------- | -------- | -------- | -------- |
| Mohammed Tarabulsi | 75 kg       | 160,0    | 2.       | 140,0    | 3.       | 172,5    | 5.       | 472,5    |          |

## Úszás
Férfi
| Versenyző     | Versenyszám    | Előfutam | Előfutam | Előfutam | Elődöntő | Elődöntő | Elődöntő | Döntő   | Döntő    |
| Versenyző     | Versenyszám    | Idő      | Hely.    | Össz.    | Idő      | Hely.    | Össz.    | Idő     | Helyezés |
| ------------- | -------------- | -------- | -------- | -------- | -------- | -------- | -------- | ------- | -------- |
| Bruno Bassoul | 100 m gyors    | 1:00,08  | 7.       | 47.      | kiesett  | kiesett  | kiesett  | kiesett | kiesett  |
| Bruno Bassoul | 100 m mell     | 1:19,94  | 7.       | 44.      | kiesett  | kiesett  | kiesett  | kiesett | kiesett  |
| Bruno Bassoul | 100 m pillangó | 1:05,45  | 8.       | 38.      | kiesett  | kiesett  | kiesett  | kiesett | kiesett  |
| Bruno Bassoul | 200 m vegyes   | 2:27,78  | 6.       | 37.      |          |          |          | kiesett | kiesett  |

Női
| Versenyző             | Versenyszám | Előfutam | Előfutam | Előfutam | Elődöntő | Elődöntő | Elődöntő | Döntő   | Döntő    |
| Versenyző             | Versenyszám | Idő      | Hely.    | Össz.    | Idő      | Hely.    | Össz.    | Idő     | Helyezés |
| --------------------- | ----------- | -------- | -------- | -------- | -------- | -------- | -------- | ------- | -------- |
| Ani Jane Mugrditchian | 100 m mell  | 1:29,71  | 8.       | 40.      | kiesett  | kiesett  | kiesett  | kiesett | kiesett  |

## Vívás
Férfi
| Versenyző                                              | Versenyszám       | Selejtező | Selejtező | Selejtező         | Selejtező | Negyeddöntő       | Negyeddöntő | Elődöntő          | Elődöntő | Döntő             | Döntő   | Helyezés    |
| Versenyző                                              | Versenyszám       | 1. kör | 1. kör    | 2. kör            | 2. kör    | Negyeddöntő       | Negyeddöntő | Elődöntő          | Elődöntő | Döntő             | Döntő   | Helyezés    |
| Versenyző                                              | Versenyszám       | Ellenfél Eredmény | Hely.     | Ellenfél Eredmény | Hely.     | Ellenfél Eredmény | Hely.       | Ellenfél Eredmény | Hely.    | Ellenfél Eredmény | Hely.   | Helyezés    |
| ------------------------------------------------------ | ----------------- | --- | --------- | ----------------- | --------- | ----------------- | ----------- | ----------------- | -------- | ----------------- | ------- | ----------- |
| Yves Daniel Darricau                                   | Tőr, egyéni       | 5. csoport · Witold Woyda (POL) · 2-5 · Haukler István (ROU) · 3-5 · Enrique Salvat (CUB) · 0-5 · Greg Benko (AUS) · 5-3 · Roland Losert (AUT) · 5-3                                          | 6.        | kiesett           | kiesett   | kiesett           | kiesett     | kiesett           | kiesett  | kiesett           | kiesett | helyezetlen |
| Fawzi Merhi                                            | Tőr, egyéni       | 6. csoport · Lech Koziejowski (POL) · 1-5 · Szabó Sándor (HUN) · 0-5 · Barry Paul (GBR) · 1-5 · Ernest Simon (AUS) · 2-5 · Fernando Lúpiz (ARG) · 5-2 · Robert Elliott (HKG) · 5-3            | 6.        | kiesett           | kiesett   | kiesett           | kiesett     | kiesett           | kiesett  | kiesett           | kiesett | helyezetlen |
| Ali Sleiman                                            | Tőr, egyéni       | 3. csoport · Uehara Kijosi (JPN) · 0-5 · Kamuti László (HUN) · 2-5 · Guillermo Saucedo (ARG) · 2-5 · Tănase Mureșanu (ROU) · 1-5 · Harald Hein (FRG) · 2-5 · Andréasz Vjenópulosz (GRE) · 4-5 | 7.        | kiesett           | kiesett   | kiesett           | kiesett     | kiesett           | kiesett  | kiesett           | kiesett | helyezetlen |
| Ali Sleiman                                            | Párbajtőr, egyéni | 6. csoport · Morten von Krogh (NOR) · 0-5 · Roland Losert (AUT) · 1-5 · Alexandru Istrate (ROU) · 1-5 · Guillermo Saucedo (ARG) · 1-5 · Edward Bourne (GBR) · 5-3                             | 6.        | kiesett           | kiesett   | kiesett           | kiesett     | kiesett           | kiesett  | kiesett           | kiesett | helyezetlen |
| Ali Chekr                                              | Párbajtőr, egyéni | 2. csoport · Hans-Jürgen Hehn (FRG) · 1-5 · Nicola Granieri (ITA) · 2-5 · Luis Stephens (MEX) · 4-5 · Bohdan Gonsior (POL) · 1-5 · Lester Wong (CAN) · 5-3                                    | 6.        | kiesett           | kiesett   | kiesett           | kiesett     | kiesett           | kiesett  | kiesett           | kiesett | helyezetlen |
| Yves Daniel Darricau                                   | Párbajtőr, egyéni | 7. csoport · Horst Melzig (GDR) · 0-5 · François Jeanne (FRA) · 1-5 · Costică Bărăgan (ROU) · 3-5 · Daniel Feraud (ARG) · 1-5 · Jeppe Normann (NOR) · 4-5                                     | 6.        | kiesett           | kiesett   | kiesett           | kiesett     | kiesett           | kiesett  | kiesett           | kiesett | helyezetlen |
| Yves Daniel Darricau                                   | Kard, egyéni      | 4. csoport · Dan Irimiciuc (ROU) · 2-5 · Sztojko Lipcsev (BUL) · 1-5 · Walter Convents (FRG) · 2-5 · Richard Oldcorn (GBR) · 1-5 · Guillermo Saucedo (ARG) · 2-5                              | 6.        | kiesett           | kiesett   | kiesett           | kiesett     | kiesett           | kiesett  | kiesett           | kiesett | helyezetlen |
| Fawzi Merhi                                            | Kard, egyéni      | 3. csoport · Viktor Szigyak (URS) · 1-5 · Knut Höhne (FRG) · 3-5 · John Deanfield (GBR) · 3-5 · Vicente Calderón (MEX) · 0-5 · Paul Apostol (USA) · 5-4                                       | 6.        | kiesett           | kiesett   | kiesett           | kiesett     | kiesett           | kiesett  | kiesett           | kiesett | helyezetlen |
| Ali Chekr Yves Daniel Darricau Fawzi Merhi Ali Sleiman | Tőr, csapat       | 4. csoport · Magyarország (HUN) · 3-13 · Románia (ROU) · 7-9 | 3.        |                   |           | kiesett           | kiesett     | kiesett           | kiesett  | kiesett           | kiesett | helyezetlen |
| Ali Chekr Yves Daniel Darricau Fawzi Merhi Ali Sleiman | Párbajtőr, csapat | 1. csoport · Franciaország (FRA) · 4-12 · Norvégia (NOR) · 3-13 | 4.        | kiesett           | kiesett   | kiesett           | kiesett     | kiesett           | kiesett  | kiesett           | kiesett | helyezetlen |